# 漢斯冰原島峰
71°25′S 69°1′W / 71.417°S 69.017°W
漢斯冰原島峰（英語：Huns Nunatak）是南極洲的冰原島峰，位於亞歷山大一世島中部，處於勒梅山脈和普拉尼特高地之間，現時由南極條約體系管理。